# Lillemor Rönnbrant
Ann Dagny Lillemor Rönnbrant, född 20 april 1951 i Linköping,  är en svensk före detta friidrottare (400 meter). Hon tävlade för klubben IK Orient. Hon vann SM 1976 på en tid som var ett klubbrekord i IK Orient och förblev det många år därefter, för vilket hon sedan fick Stora grabbars och tjejers märke. Efter sin karriär som aktiv har hon bland annat suttit som ordförande i Bohuslän-Dals Friidrottsförbund sedan 1999 och varit ledamot i Svenska Friidrottsförbundet.

## Personliga rekord
- 200 meter - 25,07 (Göteborg 13 augusti 1976)[3]
- 400 meter - 55,40 (Göteborg 15 augusti 1976)[3]